# هایمه خاتون
هایمه خاتون (ترکی عثمانی: خیمه خاتون) یا هایمه آنا، همسر سلیمان‌شاه بود که بعد از مرگ وی مدتی ریاست کای‌ها را به عهده داشت. وی مادربزرگ پدری عثمان یکم، بنیان‌گذار امپراتوری عثمانی و مادر ارطغرل، رهبر ایل قایی از طایفه غزها بود. در سال ۱۸۹۲ عبدالحمید دوم آرامگاه وی را بازسازی کرد. او جایزه دریافت کرد و به عنوان «دولت آنا» (مادر دولتی) امپراتوری عثمانی شناخته شد.

## در فرهنگ عامه
در مجموعه تلویزیونی قیام ارطغرل که در شبکه تلویزیونی تی‌آرتی ۱ ترکیه پخش می‌شود، دوره پایانی زندگی وی و حوادثی که منجر به روی کار آمدن امپراتوری عثمانی می‌شود به تصویر کشیده شده است.

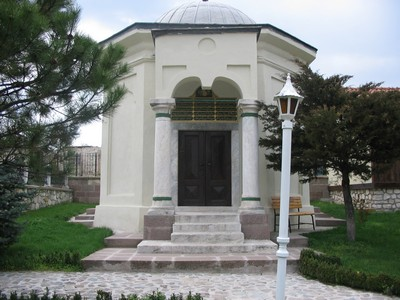
نمای بیرونی آرامگاه

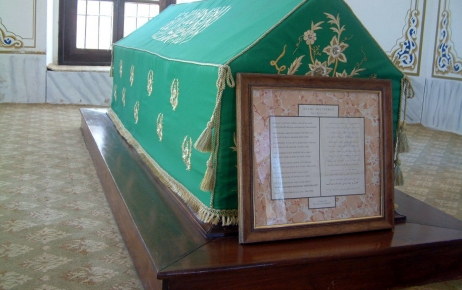
آرامگاه هایمه آنا